# Patrick Chatelier
Patrick Chatelier (né en 1965 à Châteaubriant, en Loire-Atlantique), est un écrivain et photographe français. 

## Biographie
Patrick Chatelier est l'auteur de trois romans publiés aux éditions Verticales. Il est membre du comité de rédaction du site remue.net fondé par François Bon. Il est à l'initiative d'un projet artistique, collectif et transdisciplinaire, le Général Instin, en cours de réalisation, conçu à partir de 1997, inspiré par la découverte d'une photographie sur une tombe du cimetière du Montparnasse, à Paris. L'artiste peintre SP 38 participe activement à cette aventure littéraire et artistique en collant ses affiches "INSTIN" sur les murs de nombreuses villes de la planète.

## Œuvres
- 2002 : Infiniment petit, roman, Éditions Verticales •  (ISBN 978-2-84335-124-2)
- 2004 : Maternelles, roman, Éditions Verticales •  (ISBN 978-2-84335-172-3)
- 2005 : Impressions sahariennes, photographies de Patrick Chatelier, texte de Gérard Bourel, Éditions Cacimbo •  (ISBN 978-2-91605-503-9)
- 2008 : Grain de sable (avec Souéloum Diagho), Éditions Cacimbo •  (ISBN 978-2-91605-519-0)
- 2010 : Pas le bon pas le truand, roman, Éditions Verticales •  (ISBN 978-2-07012-869-3)
- 2015 : Général Instin - Anthologie (avec Christine Jeanney, Éric Caligaris, Alain Subilia), Coédition Remue.net/Othello •  (ISBN 979-1-09524-400-4)